# Heinrich von Morungen
Heinrich von Morungen (mort vers 1220, région de Leipzig) (peut-être 1155-1222), est un poète lyrique de langue allemande représentatif du Minnesang.

## Œuvre
On connaît de von Morungen 35 chants.